# Мікші-Ензей
Мікші́-Ензе́й (рос. Микши-Энзей, чув. Кайри Ункăпуç) — присілок у складі Чебоксарського району Чувашії, Росія. Входить до складу Вурман-Сюктерського сільського поселення.
Населення — 369 осіб (2010; 389 у 2002).
Національний склад:
- чуваші — 98 %

Стара назва — Мікіш-Ензей.